# Top 14
Top 14 este liga de elită de rugby din Franța. Înființată în anul 1892, este organizată din 1998 de Liga Națională de Rugby. Așa cum indică și numele său, este alcătuită din 14 cluburi.

## Formulă
Se desfășoară în două etape: faza calificărilor, la care participă toate cluburile, apoi faza finală, prin eliminare directă, pentru primele șase echipe. Echipa campioană câștigă „Scutul lui Brennus”. Ultimele două clasate din faza calificărilor retrogradează în cel de-al doilea eșalon valoric, Pro D2, în timp ce primele două cluburi din Pro D2 promovează în Top 14.
Punctele sunt atribuite astfel:
- 4 puncte pentru o victorie;
- 2 puncte pentru un egal;
- 1 punct de bonus ofensiv pentru o victorie cu cel puțin trei eseuri mai mult decât adversarul;
- 1 punct de bonus defensiv pentru o înfrângere cu mai puțin de cinci puncte.

## Sezonul 2015–2016
| Club                  | Oraș               | Buget (M€) | Loc în 2014-2015 | Stadion                         | Capacitate |
| --------------------- | ------------------ | ---------- | ---------------- | ------------------------------- | ---------- |
| SU Agen               | Agen               | 11,62      | 4 (Pro D2)       | Stadionul Armandie              | 14.000     |
| Union Bordeaux Bègles | Bègles             | 20,43      | 7                | Stadionul Jacques-Chaban-Delmas | 34.694     |
| CA Brive              | Brive-la-Gaillarde | 15,28      | 10               | Stadionul Amédée-Domenech       | 13.979     |
| Castres Olympique     | Castres            | 20,34      | 12               | Stadionul Pierre-Antoine        | 11.500     |
| ASM Clermont Auvergne | Clermont-Ferrand   | 29,20      | 2                | Stadionul Marcel-Michelin       | 18.030     |
| Racing 92             | Paris              | 24,26      | 5                | Stadionul Yves-du-Manoir        | 14.000     |
| FC Grenoble           | Grenoble           | 21,73      | 11               | Stade des Alpes                 | 20.068     |
| Montpellier HR        | Montpellier        | 23,46      | 8                | Altrad Stadium                  | 15.000     |
| US Oyonnax            | Oyonnax            | 16,01      | 6                | Stadionul Charles-Mathon        | 11.400     |
| Stade français        | Paris              | 27,65      | 4                | Stadionul Jean-Bouin            | 20.000     |
| Section Paloise       | Pau                | 17,31      | 1 (Pro D2)       | Stade du Hameau                 | 13.800     |
| Stade Rochelais       | La Rochelle        | 16,43      | 9                | Stadionul Marcel-Deflandre      | 15.000     |
| RC Toulon             | Toulon             | 26,86      | 1                | Stadionul Félix-Mayol           | 15.820     |
| Stade Toulousain      | Toulouse           | 30,87      | 3                | Stadionul Ernest-Wallon         | 19.500     |

Trei internaționali români evoluează în Top 14: Mihăiță Lazăr la Castres, iar Valentin Ursache și Horațiu Pungea la Oyonnax. Vlad Nistor este inclus în echipa U23 („espoirs”) a Academiei de Rugby de la Castres.

## Palmares
Au devenit campionii Franței la rugby următoarele cluburi:
| Club                  | Trofee | Sezoane |
| --------------------- | ------ | --- |
| Stade Toulousain      | 19     | 1912, 1922, 1923, 1924, 1926, 1927, 1947, 1985, 1986, 1989, 1994, 1995, 1996, 1997, 1999, 2001, 2008, 2011, 2012        |
| Stade Français        | 14     | 1893, 1894, 1895, 1897, 1898, 1901, 1903, 1905, 1998, 2000, 2003, 2004, 2007, 2015                                      |
| AS Béziers            | 11     | 1961, 1971, 1972, 1974, 1975, 1977, 1978, 1980, 1981, 1983, 1984                                                        |
| Union Bordeaux Bègles | 9      | 1899 (as SBUC), 1904 (SBUC), 1905 (SBUC), 1906 (SBUC), 1907 (SBUC), 1909 (SBUC), 1911 (SBUC), 1969 (as CAB), 1991 (CAB) |
| SU Agen               | 8      | 1930, 1945, 1962, 1965, 1966, 1976, 1982, 1988                                                                          |
| FC Lourdes            | 8      | 1948, 1952, 1953, 1956, 1957, 1958, 1960, 1968                                                                          |
| USA Perpignan         | 7      | 1914, 1921, 1925, 1938, 1944, 1955, 2009                                                                                |
| Racing 92             | 5      | 1892, 1900, 1902, 1959, 1990 (sub denumirea „Racing Club de France”)                                                    |
| Biarritz Olympique    | 5      | 1935, 1939, 2002, 2005, 2006                                                                                            |
| Castres Olympique     | 4      | 1949, 1950, 1993, 2013                                                                                                  |
| RC Toulon             | 4      | 1931, 1987, 1992, 2014                                                                                                  |
| Aviron Bayonnais      | 3      | 1913, 1934, 1943 |
| Section Paloise       | 3      | 1928, 1946, 1964 |
| Stadoceste Tarbais    | 2      | 1920, 1973 |
| Narbonne              | 2      | 1936, 1979 |
| Lyon                  | 2      | 1932, 1933 |
| ASM Clermont Auvergne | 1      | 2010 |
| Stade Montois         | 1      | 1963 |
| US Quillan            | 1      | 1929 |
| Olympique de Pantin   | 1      | 1896 |
| FC Grenoble           | 1      | 1954 |
| CS Vienne             | 1      | 1937 |
| ROC La Voulte-Valence | 1      | 1970 (sub denumirea „La Voulte Sportif”)                                                                                |
| US Montauban          | 1      | 1967 |
| US Carmaux            | 1      | 1951 |
| FC Lyon               | 1      | 1910 |

Până în 2015, șase jucători de rugby români au ridicat scutul: Mihai Wusek (cu La Voulte în 1969), Adrian Lungu (cu Castres în 1993), Petru Bălan (cu Biarritz în 2006 și 2007), Marius Tincu și Ovidiu Tonița (cu Perpignan în 2009), iar Mihai Lazăr (cu Castres în 2013).

## Legături externe
- fr  Site-ul oficial
- ro  Știrile despre Top 14 la Federația Română de Rugby
- Materiale media legate de Top 14 la Wikimedia Commons